# Linia kolejowa nr 507
Linia kolejowa nr 507 – zelektryfikowana, jedno- i dwutorowa, drugorzędna linia kolejowa łącząca stację Warszawa Główna Towarowa z przystankiem Warszawa Gołąbki. 
Linia ma status linii o znaczeniu państwowym. W latach 2009–2014 prowadzony był na niej ruch pasażerski.

## Modernizacja
17 lutego 2017 PKP PLK podpisały z konsorcjum firm Budimex, Strabag i ZUE umowę na remont linii nr 507.